# Luthers Hofje (Arnhem)
Het Luthers Hofje is een hofje in de Nederlandse stad Arnhem. Het hofje is gelegen in de wijk Klarendal, net ten noorden van de spoorlijn Arnhem - Leeuwarden, op gronden die waren aangekocht van het burgerweeshuis. Het hofje is waarschijnlijk gesticht in 1860 (datering stichtingssteen) door de Evangelisch-Lutherse Kerk als bejaardenwoningen. Aanvankelijk had het hofje 22 woningen, maar dat is teruggebracht naar 13 adressen. Het geld voor de financiering van de woningen kwam beschikbaar doordat eigendom van de kerk nabij de Rijnpoort werd onteigend. De huizen zijn in samenspraak met de stadsarchitect Hendrik Jan Heuvelink ontworpen door de heren Traanboer en Beijer.